# Mörsdorf (Hunsrück)

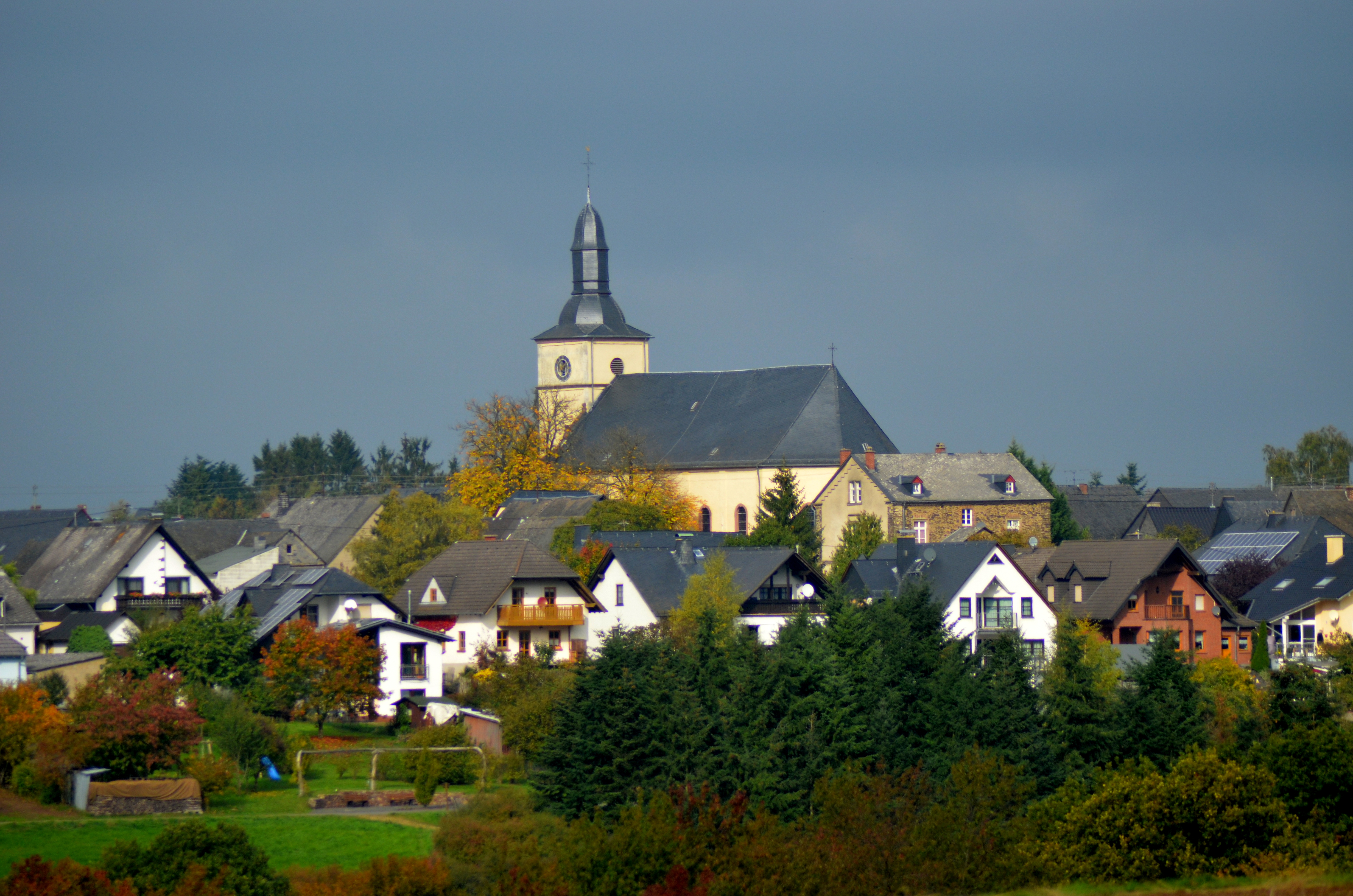
Mörsdorf mit Sankt Kastor

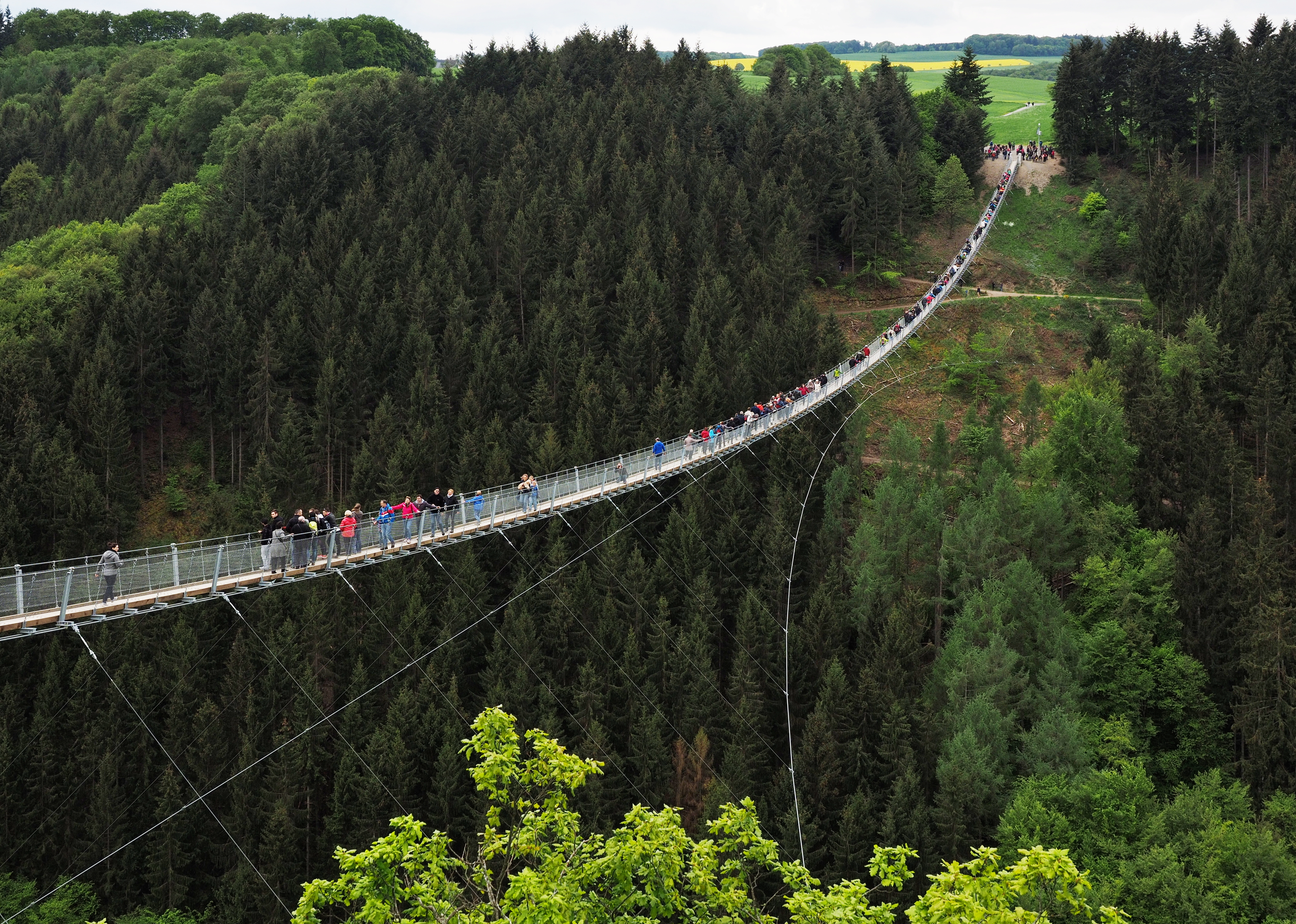
Hängeseilbrücke Geierlay mit Blick in Richtung Sosberg

Mörsdorf ist eine Ortsgemeinde im Rhein-Hunsrück-Kreis in Rheinland-Pfalz. Sie gehört seit dem 1. Juli 2014 der Verbandsgemeinde Kastellaun an. Mörsdorf ist ein staatlich anerkannter Erholungsort.

## Geographie

### Lage
Mörsdorf liegt auf einem Hochplateau im nördlichen Hunsrück zwischen den Taleinschnitten des Dünnbachs im Nordosten und des Mörsdorfer Bachs im Südwesten. Zur Gemeinde gehören auch die Wohnplätze Fettsmühle, Lindenhof und Petryhof.

### Nachbarorte
| Bruttig-Fankel                         | Treis-Karden, Lieg                          | Lahr, Zilshausen |
| Altstrimmig, Mittelstrimmig, Liesenich | Kompassrose, die auf Nachbargemeinden zeigt | Korweiler        |
| Reidenhausen                           | Mastershausen                               | Buch, Kastellaun |

## Klima
Der Jahresniederschlag beträgt 697 mm.

## Geschichte
Mörsdorf wurde im Jahre 1103 erstmals urkundlich erwähnt und war bis zum Ende des 18. Jahrhunderts Teil des dreiherrischen Beltheimer Gerichts. Ab 1794 stand der Ort unter französischer Herrschaft, 1815 wurde er auf dem Wiener Kongress dem Königreich Preußen zugeordnet. Seit 1946 ist er Teil des Landes Rheinland-Pfalz.
Bis zum 30. Juni 2014 gehörte die Gemeinde zur Verbandsgemeinde Treis-Karden im Landkreis Cochem-Zell, dann wechselte sie in die Verbandsgemeinde Kastellaun im Rhein-Hunsrück-Kreis.
Statistik zur Einwohnerentwicklung
Die Entwicklung der Einwohnerzahl von Mörsdorf, die Werte von 1871 bis 1987 beruhen auf Volkszählungen:
| Jahr | Einwohner |
| ---- | --------- |
| 1815 | 688       |
| 1835 | 837       |
| 1871 | 770       |
| 1905 | 746       |
| 1939 | 789       |
| 1950 | 778       |
| 1961 | 705       |

| Jahr | Einwohner |
| ---- | --------- |
| 1970 | 795       |
| 1987 | 716       |
| 1997 | 727       |
| 2005 | 720       |
| 2011 | 626       |
| 2017 | 600       |
| 2023 | 609       |

## Politik

### Bürgermeister
Ortsbürgermeister ist Marcus Kirchhoff. Bei der Kommunalwahl am 26. Mai 2019 wurde er in seinem Amt bestätigt.
Er wurde im Juni 2024 wiedergewählt.

### Wappen
| Wappen von Mörsdorf | Blasonierung: „Wappen schräg geviert. Oben in Silber ein rotes, gekerbtes Balkenkreuz, unten in Silber ein rotes Kleeblattkreuz. Rechts in Schwarz ein silberner Maueranker und links in schwarz ein goldenes Palmenblatt.“ |
| Wappen von Mörsdorf | Wappenbegründung: Das gekerbte Balkenkreuz mit dem Turnierkragen im Wappen weist auf das Geschlecht der Beissel von Gymnich, die 1744 noch Besitz im Ort hatten. Die Palme ist das Attribut des Kirchenpatrons, des heiligen Kastor. Das Kreuz ist eine Nachbildung der vielen Steinkreuze, die in gleicher Form im Ort stehen mit der Jahreszahl 1750. Der Maueranker ist aus dem Wappen der Metzenhausen. Sie wurden 1493 vom Trierer Erzbischof im Ort belehnt, nachweisbar noch im Jahre 1799. |

## Kultur und Sehenswürdigkeiten

### Bauwerke

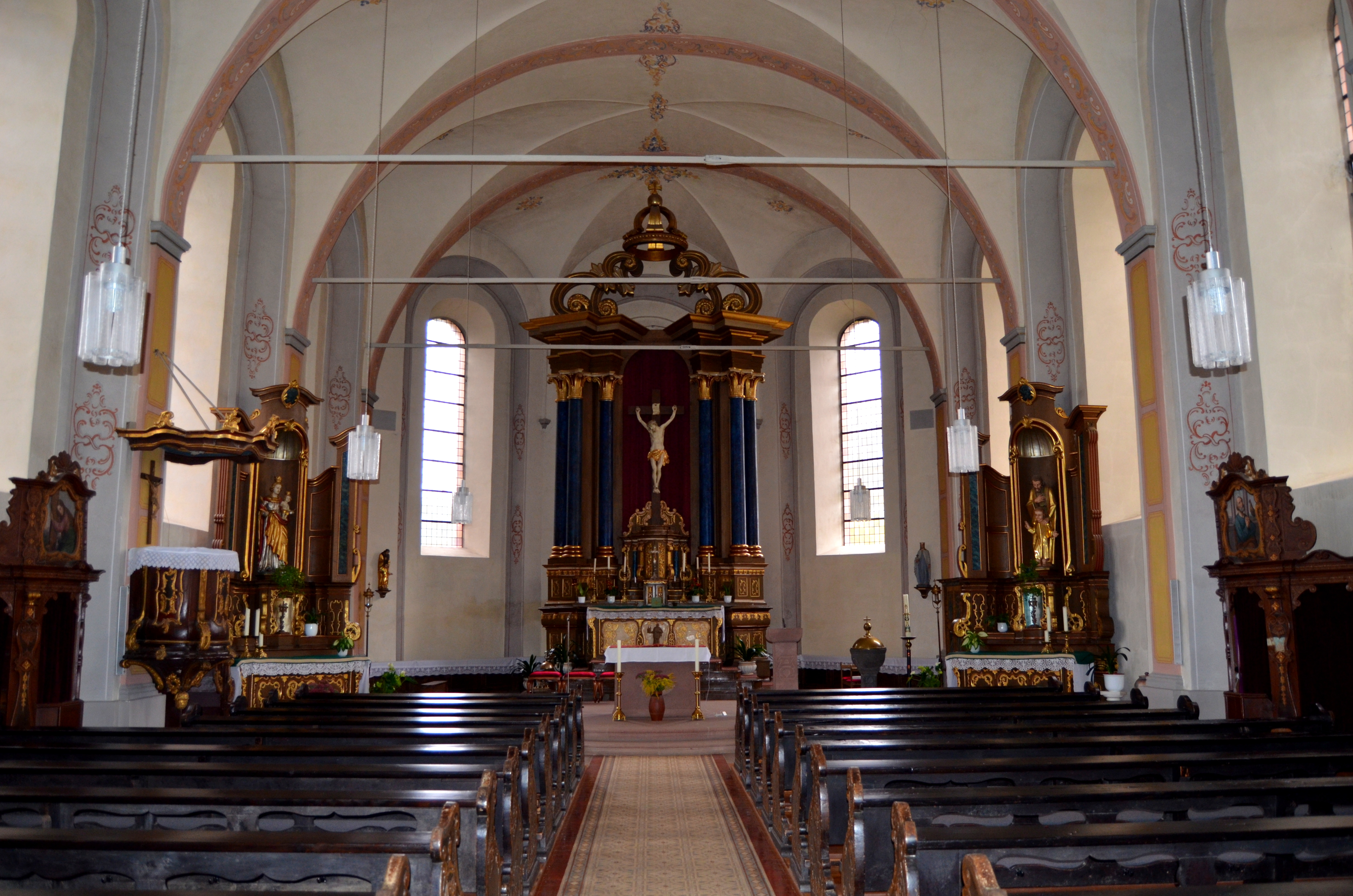
St. Castor von 1768, Innenraum

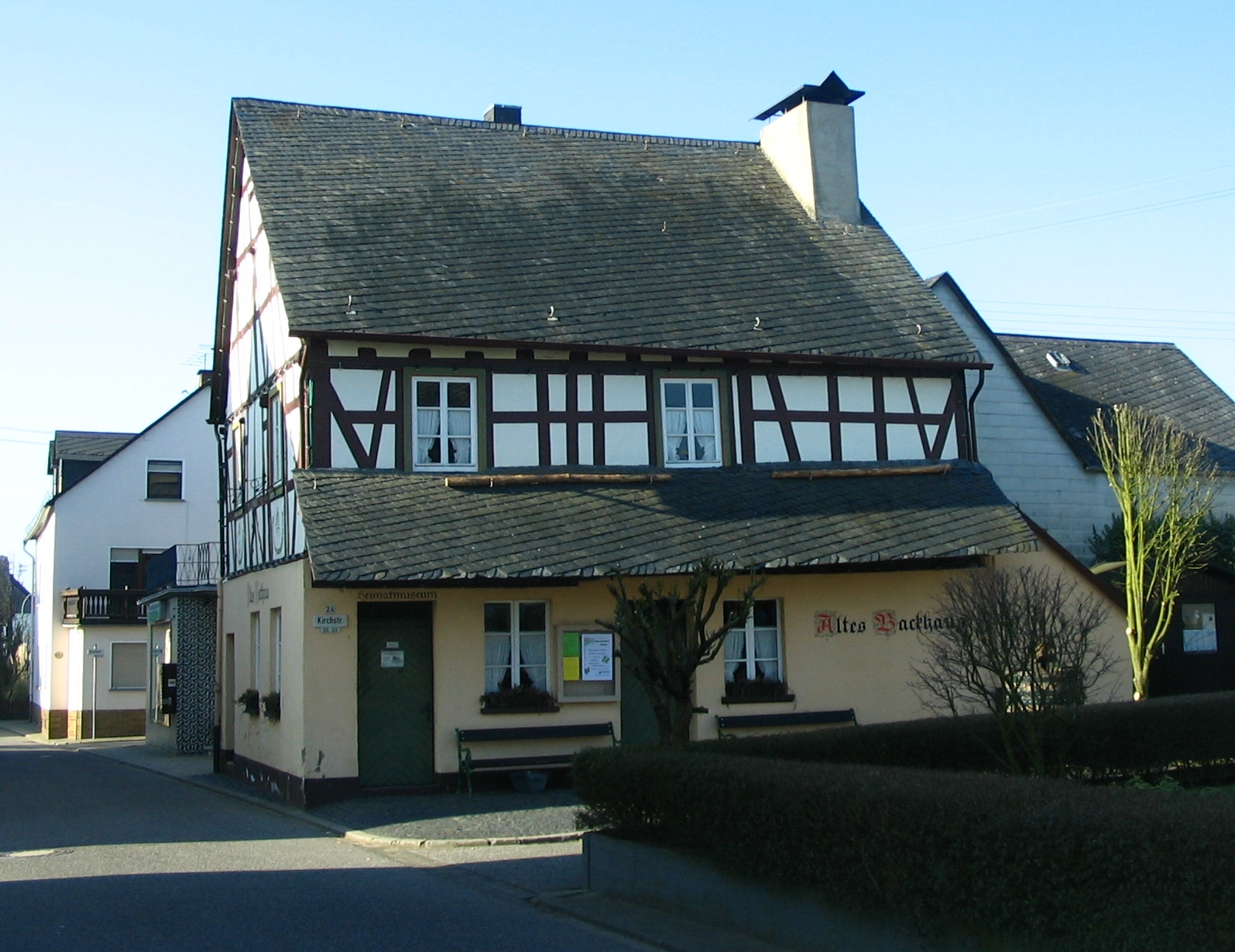
Heimatmuseum im ehemaligen Back- und Gemeindehaus

- Am 30. Mai 2015 fand der offizielle erste Spatenstich zum Bau der Hängeseilbrücke Geierlay statt, die in die 19. Etappe an den Saar-Hunsrück-Steig angebunden wird. Die Fertigstellung erfolgte Ende September, die offizielle Einweihung fand am 3. Oktober 2015 statt.[7][8] Konstrukteur der Brücke ist der Schweizer Ingenieur Hans Pfaffen. Mit 360 Metern war sie die längste Hängeseilbrücke Deutschlands, bis im Jahr 2017 an der Rappbode-Talsperre die Titan RT errichtet wurde.[9][10]
- Pfarrkirche Sankt Kastor von 1768
- Altes Rathaus von 1645 – es beherbergt heute das Heimatmuseum des Ortes
- Über das Gemeindegebiet sind mehrere Wegekreuze verteilt.
- Der Ortskern ist Standort einiger alter Fachwerkhäuser, die unter Denkmalschutz stehen.
- Kriegergedächtniskapelle um 1900

### Grünflächen und Naherholung
- Seit April 2015 führt ein Abschnitt des Fernwanderwegs Saar-Hunsrück-Steig am Ort vorbei.
- Zahlreiche Wanderwege in und um Mörsdorf[11]

### Regelmäßige Veranstaltungen
- Jährliches Kirmes- bzw. Kirchweihfest wird am letzten Wochenende im Januar gefeiert.